# Campeonato Nacional da III Divisão de Voleibol Feminino
O 3ª Divisão Feminina é a terceira competição de clubes de voleibol feminino de Portugal. O Campeonato é organizado pela Federação Portuguesa de Voleibol (FPV) 

## Campeonato Nacional da III Divisão feminina
| 2019–20 |                          |
| 2018–19 |                          |
| 2017–18 |                          |
| 2016–17 | CD Aves                  |
| 2015–16 | AA José Moreira          |
| 2014–15 | Esmoriz GC               |
| 2013–14 | Esmoriz GC               |
| 2012–13 | Ala Nun'Alvares Gondomar |
| 2011–12 | CD Póvoa                 |
| 2010–11 | –                        |
| 2009–10 | –                        |
| 2008–09 | CV Oeiras                |
| 2007–08 | –                        |
| 2006–07 | –                        |
| 2005–06 | –                        |
| 2004–05 | –                        |
| 2003–04 | –                        |
| 2002–03 | –                        |
| 2001–02 | –                        |
| 2000–01 | –                        |
| 1999–00 | –                        |
| 1998–99 | –                        |
| 1997–98 | Leixões SC               |
| 1996–97 | CCD Câmara de Lobos      |
| 1995–96 | SC Senhora Hora          |
| 1994–95 | –                        |
| 1993–94 | –                        |
| 1992–93 | Varzim SC                |
| 1991–92 | ACD Esc. Prep. Esmoriz   |
| 1990–91 | Esmoriz GC               |
| 1989–90 | Castêlo Maia GC          |
| 1988–89 | CCR Fermentões           |